# Virson
Virson ist eine Gemeinde im französischen Département Charente-Maritime in der Region Nouvelle-Aquitaine. Sie gehört zum Kanton Surgères im Arrondissement Rochefort. Sie grenzt im Nordwesten an Saint-Christophe und Anais, im Norden an Bouhet, im Osten an Puyravault, im Südosten an Chambon, im Süden an Forges und im Westen an Aigrefeuille-d’Aunis.

## Bevölkerungsentwicklung
| Jahr      | 1962 | 1968 | 1975 | 1982 | 1990 | 1999 | 2006 | 2018 |
| --------- | ---- | ---- | ---- | ---- | ---- | ---- | ---- | ---- |
| Einwohner | 274  | 292  | 285  | 363  | 387  | 435  | 635  | 762  |

## Sehenswürdigkeiten
- Kirche Notre-Dame-de-l’Assomption
- Schloss Château des Granges

Siehe auch: Liste der Monuments historiques in Virson

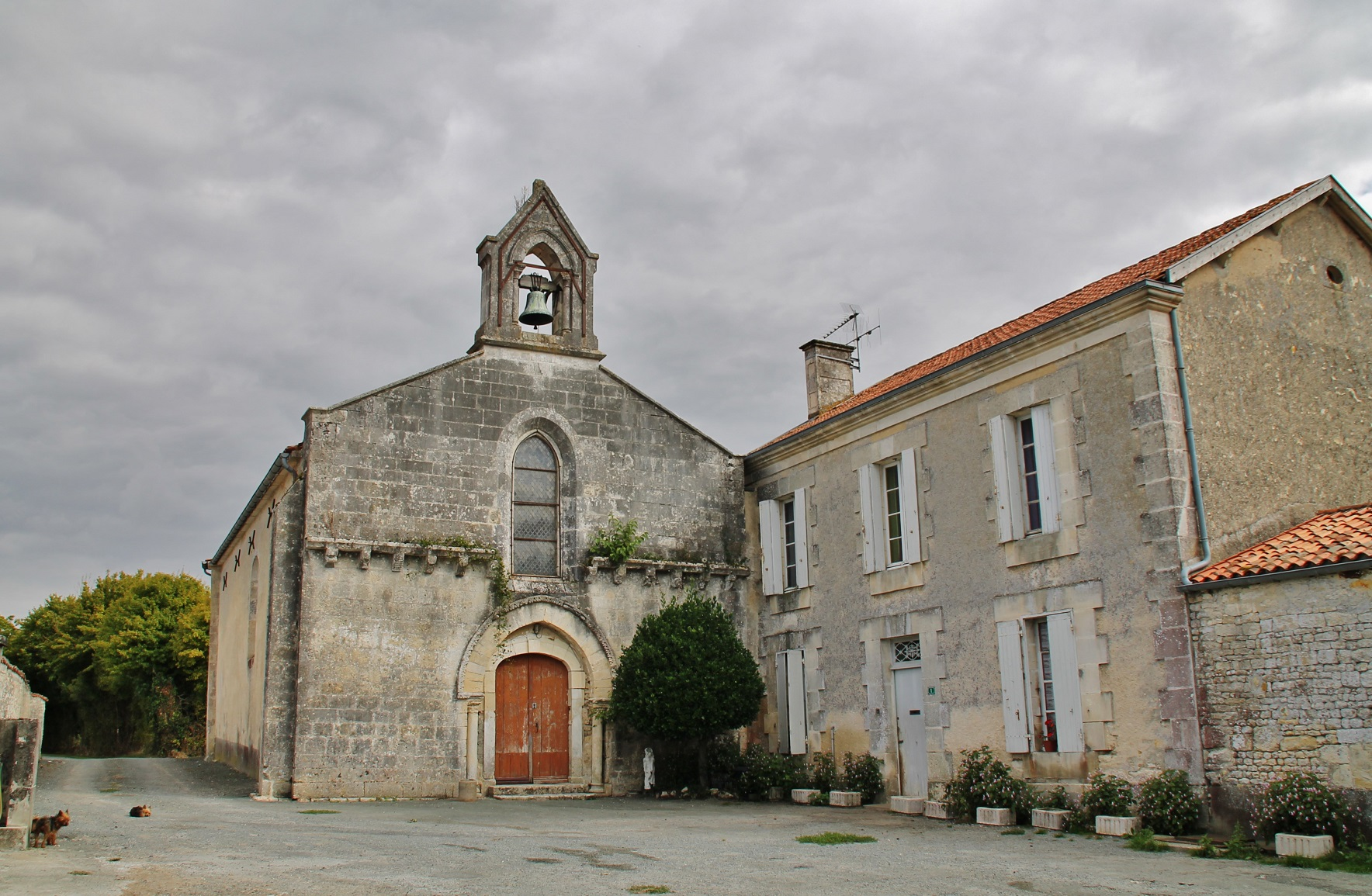
Kirche Notre-Dame-de-l’Assomption
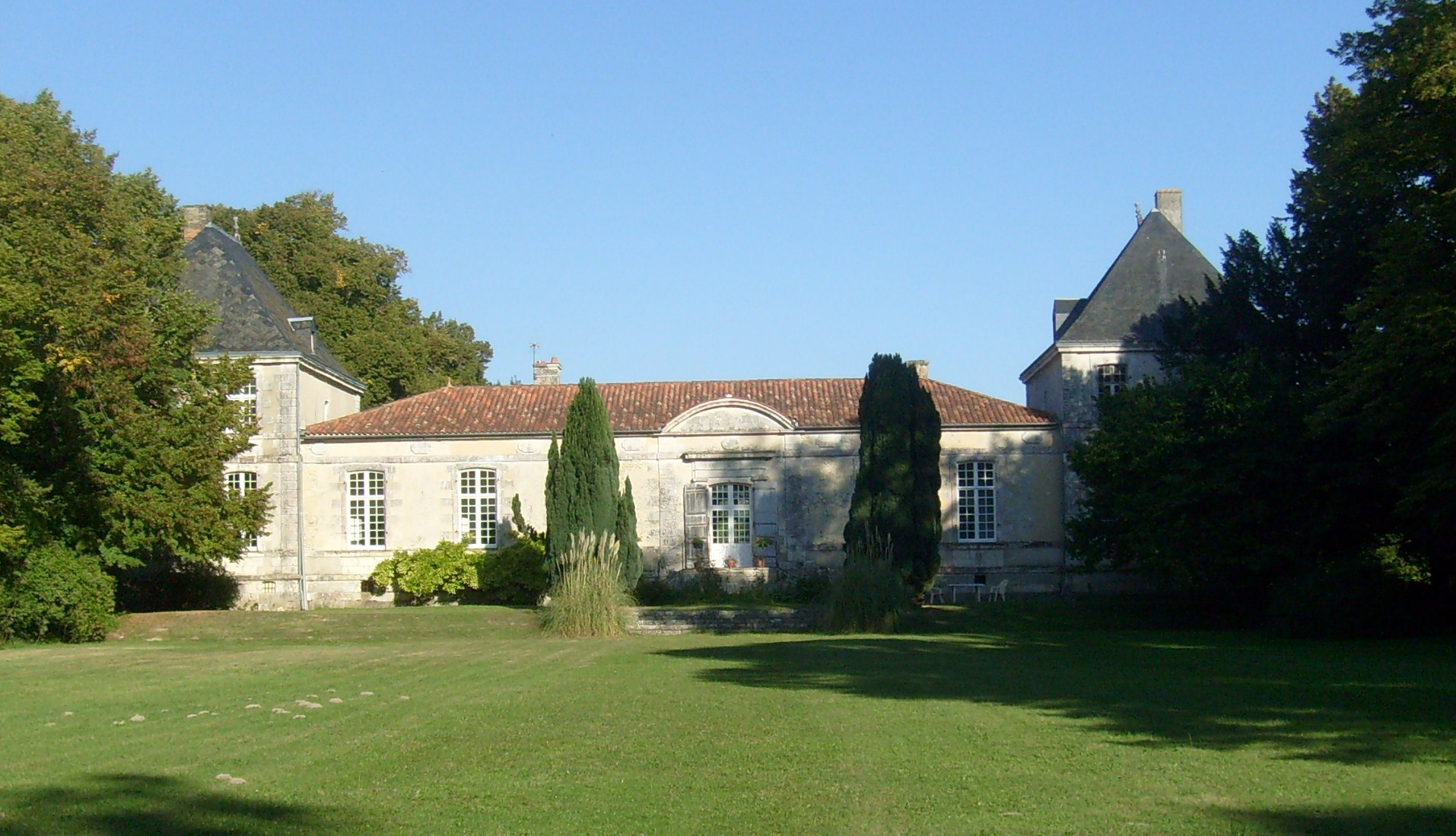
Château des Granges